# Kai (EP)
Kai (estilizado como KAI (开)) é o extended play de estréia do cantor e dançarino sul-coreano Kai. Foi lançado em 30 de novembro de 2020 pela SM Entertainment. O álbum contém seis canções, incluindo o single "Mmmh" (음). O EP está disponível em sete versões: três versões de fotolivro, três versões jewel case e uma versão de folioscópio.

## Antecedentes e lançamento
Em dezembro de 2018, em uma transmissão do Moon Hee Jun's Music Show, Kai revelou que logo estaria fazendo sua estréia como artista solo. Entretanto, nenhum outro detalhe foi revelado até janeiro de 2020, onde Kai conduziu uma entrevista em Weibo falando sobre sua estréia, que estava em desenvolvimento. Em 3 de julho, News1 informou que Kai estava gravando seu álbum, mas que nenhuma data havia sido marcada, o que foi posteriormente confirmado pela SM Entertainment.
Em 10 de novembro, o nome do EP e sua data de lançamento foram revelados. De 10 a 28 de novembro, imagens teaser e vídeos foram lançados. Entre esses vídeos, há um primeiro teaser do vídeo musical lançado em 26 de novembro, bem como uma mistura de músicas que aparecem no álbum sob o título "Film: Kai", lançado no dia seguinte.
Em 30 de novembro, o EP acompanhado pelo single intitulado "Mmmh" (음) foi lançado em vários portais de música.

## Composição
Todas as canções do álbum estão em estilo R&B. "Mmmh" (음) é caracterizado como um single com uma melodia simple, mas viciante em uma canção minimalista, também é descrito como uma faixa de amor encantadora e simple, cuja letra é sobre uma pessoa que sente atração por alguém que conheceu pela primeira vez. "Nothing On Me" é uma música alternativa de R&B com uma batida de baixo pesada, retratando o momento em que o protagonista fica bêbado com o cheiro da outra pessoa quando se aproxima deles. "Amnésia" (기억상실) é uma canção com ritmos e melodias atraentes. É o momento em que o protagonista se apaixona e esquece todas as lembranças do passado, ele só quer começar as lembranças com seu atual parceiro.  "Reason" é uma canção progressiva de R&B composta pelo famoso produtor americano Mike Daley, com letra sobre a busca mútua e finalmente encontrando o fascínio um pelo outro. "Ride or Die" é uma música alternativa de R&B criada pelo produtor Cha Cha Malone, que incorpora um som de guitarra oriental e uma atmosfera de sonho. A letra é sobre sair dos limites para aproveitar a vida.  "Hello Stranger" é uma canção progressiva de R&B que se destaca com um som de guitarra lírica, a letra representa uma situação em que uma pessoa sente simpatia por um estranho.

## Lista de faixas
| N.º            | Título                                         | Letras         | Música                                        | Duração |  |
| 1.             | "Mmmh" (hangul: 음; rr: Eum)                   | Jane Junny     | Keelah Jacobsen Cameron Jai Junny Jane        | 3:13    |  |
| 2.             | "Nothing on Me"                                | Hwang Yoo-bin  | Jake Torrey Michael Matosic Luke Niccoli      | 2:40    |  |
| 3.             | "Amnesia" (hangul: 기억상실; rr: Gieogsangsil) | Lee Seu-ran    | Joe Thibodeau Bryant Thompson Rian Bally      | 2:58    |  |
| 4.             | "Reason"                                       | Jane           | Isle Royal Dive Brian Cho Jane                | 2:53    |  |
| 5.             | "Ride or Die"                                  | Jo Yoon-kyung  | Mike Daley Mitchell Owens Michael Jiminez     | 3:20    |  |
| 6.             | "Hello Stranger"                               | Kim Yeon-seo   | Cha Cha Malone Singing Beetle Adrian Mckinnon | 2:48    |  |
| Duração total: | Duração total:                                 | Duração total: | Duração total:                                | 17:52   |  |

## Desempenho nas paradas
| Parada (2020)                       | Melhor posição |
| ----------------------------------- | -------------- |
| Coreia do Sul (Gaon)                | 4              |
| Reino Unido (OCC)                   | 23             |
| Estados Unidos (Top Heatseekers)    | 7              |
| Estados Unidos (World Albums Chart) | 11             |

## Certificações
| Região                                              | Certificação | Vendas   |
| --------------------------------------------------- | ------------ | -------- |
| Coreia do Sul (KMCA)                                | Platina      | 250,000* |
| ^números de vendas baseados somente na certificação |              |          |

## Histórico de lançamento
| País          | Data                    | Formato                         | Gravadora                |
| ------------- | ----------------------- | ------------------------------- | ------------------------ |
| Coreia do Sul | 30 de fevereiro de 2020 | Download digital, CD, streaming | SM Entertainment Dreamus |
| Mundo         | 30 de fevereiro de 2020 | Download digital, streaming     | SM Entertainment         |